# Mateus Pereira de Azevedo
Mateus Pereira de Azevedo foi um Governador Civil de Faro entre 12 de Julho de 1893 e 27 de Setembro de 1894.